# Portland, Tennessee
Portland là một thành phố ở trong các quận Sumner và Robertson tiểu bang Tennessee, Hoa Kỳ. Theo điều tra dân số năm 2011, thành phố có 11.986 người. Thành phố là một phần của khu vực thống kê đô thị Nashville.

## Địa lý và nhân khẩu
Theo Cục điều tra Dân số Hoa Kỳ, thành phố có tổng diện tích 11,4 dặm vuông (30 km ²), trong đó, 11,4 dặm vuông (30 km ²) của nó là đất và 0,09% là nước.
Theo điều tra dân số năm 2010, thành phố Portland có dân số dân số 11.480 người. Thành phố có thành phần chủng tộc và dân tộc gồm người da trắng 90,5%, 3,5% màu đen hoặc người Mỹ gốc Phi, 0,3% người Mỹ bản địa, 0,5% Châu Á, Thái Bình Dương 0,1%, 0,1% không phải gốc Tây Ban Nha từ một số chủng tộc khác, 1,7% hoặc nhiều chủng tộc, và 3,9% gốc Tây Ban Nha hoặc La tinh.